# سایوز-آپولو ۲۲۲۸
سیارک ۲۲۲۸ سایوز-آپولو (به انگلیسی: 2228 Soyuz-Apollo، نامگذاری:1977OH) دو هزار و دویست و بیست و هشتمین سیارک کشف شده‌است که توسط نیکلای استپانوویچ چرنیخ در ۱۹ ژوئیه ۱۹۷۷ کشف شد.
قدر مطلق سیارک برابر ۱۰٫۹۰ است.
این سیارک به افتخار پروژه آزمایشی سایوز-آپولو که نخستین پروژه بین‌المللی فضایی بود نامگذاری شده‌است.